# インフェリウス惑星戦史外伝 CONDITION GREEN
『インフェリウス惑星戦史外伝 CONDITION GREEN』（インフェリウス わくせいせんしがいでん コンディショングリーン）は、1991年11月29日に発売されたOVA作品。全3巻（全6話）。

## あらすじ
突如、ギャザリア帝国は、全銀河の惑星に対して侵略を開始する。ここエメラルドアースにおいても開戦してからはや1か月以上の月日が流れた。戦局はいまだこう着状態が続く。エメラルドアース軍本部は戦局打開のため、ゲリラ戦を主体とした特殊部隊第801小隊、コードネーム：コンディション・グリーンの設立を決定する。その隊長としてキース・ウィンターを指名する。しかしキースは多くの部下を戦死させた後悔からか一度は辞退し、除隊しようとする。妹のマリアが子供たちをかばって敵の銃弾を浴び死亡したため、隊長を引き受ける。かくして、ショウ・ヤザキ、ヤン・ノヴェラム、エドワード・T・マクレガン、ジョルジュ・ガルディーノの4人の部下やゼロ師団を率いる友人、フィリップ・エミット、オペレーターを務めるミレイ・ギャレットらと共にエメラルドアース奪還の戦いが始まる。

## 登場人物
声の表記は「OVAキャスト / ドラマCDキャスト」の順となっている。

### エメラルドアース
- キース・ウィンター　（声：中村大樹）

C・G(コンディション・グリーン)唯一の正規軍人(少佐)。隊長。群青色の髪の毛に深緑色の布を巻いている。正義感にあふれ、情にも厚く、作戦においてのリーダーシップには一目おくものがある。七歳のとき父親は優秀な軍人だったが、テロ鎮圧中、不慮の死を遂げた。その時、彼は父の遺志を継ぎ軍人になることを決意した。しかし、病気がちだった母や、幼い妹マリアを抱えたキースは、給料支給のある兵学校に入るまで、相当な苦労をしなければならなかった。そんなキースを励まし、助けてくれたのが父の旧友であるブラフォート将軍であった。
神父と戦友である。
多くの部下を戦死させた後悔からか一度は辞退し、除隊しようとするが
妹が敵に殺されたことをきっかけに、コンディション・グリーンの一員として戦場に戻った。OVAでは、キャラクターデザインが大きく変わり、長髪の金髪になっている。
- ヤン・ノヴェラム　（声：速水奨 / 塩沢兼人）

ユーロ人の父とエメラルド・アース人の母の間に生まれた二世。薄紫色の長い髪の毛で、耳が尖っている。オーラ治療という特殊能力を持ち、能力を使うと額に稲妻のようなマークが浮かぶ。市民兵。頭脳明晰で学業を優秀な成績でおさめたが、ユーロの血が混ざっているばかりに、彼は満足な仕事につくことが出来なかった。苦悩の中、父が病死、母は失踪した。唯一の味方まで亡くしまい、ついに人間不信になり、物事をシニカルに捉えるようになった。軍に志願したのは自虐的な気持ちからである。軍に入ってからは、心から信頼できる仲間ができ、人間として、自分を見つめ直している。OVAでは、能力を使う際稲妻のようなマークが浮かぶと同時に目の白い部分が赤くなる。
- エドワード・T・マクレガン　（声：西村朋紘 / 堀川りょう）

お調子者だが、鉄の腕では右に出る者はいない。市民兵。通称『エディ』。スラム街出身で、ショウとは違った悪の全てを知っている。捨て子で、最下層階級の社会で育ったため彼は頼る者が自分しかいなかった。裏街で、エディは一匹狼として知られていた。手下を何度か持ったこともあったが、ケンカで死んだり、裏切られたりと散々だった。孤独な心を慰めたのは、女とギャンブル。軍へ志願したのは、そんな生活から逃げ出したかったからである。ショウとはかなり仲が良く、作中でよく言葉の掛け合いなども見られる。その為か、ショウの失踪後新しく入ってきたオスカー・クラウドに対し当たりがきつい。だが、最後は心を許したような場面が見られた。OVAでは、特にキャラクターデザインの変更はない。
- ショウ・ヤザキ　（声：辻谷耕史 / 草尾毅）

C・G(コンディション・グリーン)隊員中、最年少。チビ。黒髪で、左腕が義手。メカニックのエキスパートで、市民兵。無鉄砲で、融通がきかず、カッとなると手がつけられない。が反面、お人好しなところもある。以前は街でも評判の不良少年だった。ケンカ、盗みなど『悪』のつくものならなんでもやったので、街の警官で知らない者はいなかった。その為か、よく作中で『くそったれ』と吐き捨てるなどかなり口が悪い。母子家庭で、母子家庭という事情を知る警官たちはショウに罪を問うというよりは、母を困らせるなと説教をする始末であった。その母が、帝国軍の襲撃で殺され、そして自分の左腕を失った。その出来事をきっかけに、ショウは人が変わり、復讐のため軍に志願した。義手には、最新鋭のミニ・コンピュータが組み込まれており、ハッキングをしたり、敵が何人居るかなども調べることが出来る。エディと仲が良く、言葉の掛け合いが良く見られる。実は帝国軍の襲撃が原因で閉所恐怖症になっている。モーヴィーディック爆発後、ショウの行方は語られていない。OVAでは、青色の髪の毛になっている。
- ジョルジュ・ガルディーノ　（声：大塚明夫 / 屋良有作）

百戦錬磨の強者。C・G(コンディション・グリーン)の中での兄貴分存在。市民兵。若干モヒカンで、髪の毛は茶色。いつも皆から一歩ひき、見守っている。通称、『神父』。その巨体と恐面に似合わず宗教心に厚く、大きなロザリオをいつも下げているのと、敵味方問わぬ戦死者への心配りから、そう呼ばれている。作中で、リリー・ゴールドマンにしか心を開かないキャンディを泣き止ませて安心させるなど子供の相手にかなり慣れている描写も見られた。孤児として教会にひきとられ、育てられたという過去からそんな性格になったのだろう。軍へ志願したのはもちろん、人々の平和のため。キースとは戦友で、互いに尊敬しあい、強い友情で結ばれている。普段の神父の相棒は、かつて作戦中に助けたヤマネのペティ。ちなみに、OVAでは、ショウとモーヴィーディックに潜入した際死亡した。
- バーニー・ペイジ　（声：冬馬由美）
- アンジー・ペイジ　（声：天野由梨 / 萩森侚子）
- マリア・ウィンター　（声：弥生みつき）
- ミレイ・ギャレット　（声：引田有美）
- フィリップ・エミット准将　（声：神谷明）
- ギラン大佐　（声：渡部猛 / 青野武）
- エミリー・ブラフォード　（声：皆口裕子）
- ブラフォード将軍　（声：金内吉男）
- カスター・ベネット　（声：古谷徹）
- オスカー・クラウド　（声：山口勝平）
- ウエルド・ハンタス　（声：井上和彦）
- マーチン・ペイトン　（声：田中秀幸）
- ケルク・バートン　（声：古川登志夫）
- ジャス・タミガン　（声：千葉繁）
- テブロス　（声：真地勇志）
- ラルフ・イハート　（声：塩屋翼）
- リリー・ゴールドマン　（声：富沢美智恵）
- キャンディ　（声：冬馬由美）
- スウ・ラフォーム　（声：関俊彦）
- マリサ・プチノバ（声：川村万梨阿）
- ロン・プチノバ　（声：高戸靖広）

### ギャザリア帝国
- イエント・スカール　（声：飛田展男 / 小川真司）
- ポーラ・プレーリー　（声：榊原良子 / 佐久間レイ）
- 皇帝ヴィンス　（声：家弓家正）
- シュターデン　（声：銀河万丈）
- ゲルハルト　（声：郷里大輔）
- ティース・カトラグ　（声：市川治）
- モーヴィーディック　（声：野田圭一）
- ジャック・ゴールドマン　（声：宮内幸平）
- ハービー・ギャグニー　（声：松尾銀三）
- アストラ　（声：森功至）
- クユス・ロータル　（声：矢田耕司）
- ナレーション　（声：家弓家正）

## スタッフ
- 企画 - 末吉博彦
- 原案 - 伊豆一彦、水口幸広、金巻兼一
- 総監督 - 山内重保
- 脚本 - 荒木芳久
- 絵コンテ - 山内重保、山田徹
- 演出 - 山内重保、山田徹、今村隆寛
- キャラクターデザイン - 井上栄作、荒木伸吾、姫野美智
- メカデザイン - 大倉雅彦
- 作画監督 - 井上栄作、清山滋崇
- 美術監督 - 坂本信人、松宮正純
- 撮影監督 - 沖野雅英
- 音楽 - 伊豆一彦
- 音響監督 - 本田保則
- 製作 - 末吉博彦、佐伯雅久

## 主題歌
エンディングテーマ1「愛をすべて」
作詞 - 引田有美 / 作曲・編曲 - 伊豆一彦 / 歌 - BRATT SINCLAIRE
エンディングテーマ2「生還者 〜サバイバー〜」
作詞 - むらこしアキヒコ / 作曲・編曲 - 伊豆一彦 / 歌 - 中村大樹、辻谷耕史

## 関連商品

### 小説
インフェリウス惑星戦史外伝 CONDITION GREEN
1. 特殊部隊、たつ!
2. 潜入コードはオメガ
3. 迷宮の果てに

### ビデオ
インフェリウス惑星戦史外伝 CONDITION GREEN　
1. 第1話:疑惑の嵐を越えて 第2話:怒りと惜別の鎮魂歌（レクイエム） 1991年11月29日発売
2. 第3話:潜入!アルナ破壊指令 第4話:ミレイ・ギャレット救出作戦! 1992年1月24日発売
3. 第5話:ジャドウ　その恐るべき野望 第6話:光と影の攻防 1993年3月27日発売

### CD
- インフェリウス惑星戦史外伝 コンディション・グリーン

1. 教会の鐘が鳴るとき　1990年8月21日発売
2. 疑惑の嵐を越えて　1990年10月21日発売
3. 勝利と別れのレクイエム　1990年11月25日発売

- コンディション・グリーン ソング・コレクション
- インフェリウス惑星戦史外伝 コンディショングリーン（オリジナル・イメージ・アルバム） 1992年1月21日発売
- インフェリウス惑星戦史外伝2 CONTESHOW GREEN [戦士達の休息]